# Ringo (album)
Ringo è il terzo album solista di Ringo Starr, pubblicato nel 1973. Fu il suo album di maggiore successo, sia di pubblico che di critica.

## Storia
Ringo decise di cambiare rotta rispetto ai due precedenti album, Sentimental Journey e Beaucoups of Blues, rispettivamente un album di standard pop ed uno di musica country, creando una formula: l'aiuto da parte di rock star amiche. L'idea si rivelò azzeccata, fornendo all'album composizioni di ottimo livello e un'atmosfera allegra e scanzonata. Tra gli ospiti illustri spiccano Billy Preston, Marc Bolan, Nicky Hopkins, Jack Niztche, Martha Reeves e Harry Nilsson. Ma a stuzzicare la fantasia del pubblico fu soprattutto la presenza di John Lennon, Paul McCartney e George Harrison, i vecchi compagni di avventura dei Beatles (sebbene in nessun brano suonassero tutti e quattro insieme).
Oltre a chiedere interventi musicali, Starr chiese, agli ex-Beatles di collaborare con qualche brano: Harrison diede il brano Sunshine Life for Me (Sail Away Raymond), Lennon I'm the Greatest e McCartney Six o'Clock, scritto assieme alla moglie Linda. Inoltre, Harrison e Ringo collaborarono sul brano Photograph, composto su uno yacht mentre erano al Festival di Cannes, e George collaborò con Mal Evans su You and Me (Babe). Inoltre, Starr compose da solo Step Lightly e con Vini Poncia Oh My My e Devil Woman. Inoltre, nell'album appaiono due cover: Have You Seen My Baby, scritta ed originariamente interpretata da Randy Newman, e You're Sixteen degli Sherman Brothers, originariamente interpretata da Johnny Burnette.

## Registrazione
Le registrazioni dell'album iniziarono il 5 marzo 1973 al Sunset Sound Recorders Studio di Los Angeles. Il 10 dello stesso mese, George Harrison andò a sentire quello che Starr aveva registrato fino a quel momento. Nella serata, il batterista registrò un brano contro la droga, che venne trasmesso nelle radio statunitensi. Due giorni dopo, Harrison tornò agli studi per registrare dei cori ad alcuni brani. Il 13 marzo, Starr, John Lennon, Yoko Ono, Klaus Voorman, Billy Preston e George Harrison registrarono I'm the Greatest del secondo. Questa sessione di registrazione iniziò a far circolare voci di una reunion dei Beatles, con al posto di McCartney Voorman. Nel mese di marzo, venne registrata anche Have You Seen My Baby; la parte di chitarra di Marc Bolan venne registrata agli A&M Records Studios. Il 28 marzo, Starr ed il produttore dell'album, Richard Perry, presero un aereo per Londra per continuare a lavorare su Ringo in Inghilterra. Paul e Linda McCartney McCartney andarono agli Abbey Road Studios il 16 aprile per registrare Six o'Clock. Il 24 luglio, Ringo supervisionò il mixaggio dell'album negli studios di Los Angeles. Esattamente due mesi dopo, venne pubblicata Photograph negli USA.

## Copertina
La copertina, disegnata da Tim Bruckner, raffigura 34 personaggi, tra partecipanti alle registrazioni, nomi famosi e altri personaggi d'invenzione. L'idea di Ringo ritratto come un cherubino venne a Bruckner una sera, girando per le strade di Londra.

## Accoglienza
| Recensione       | Giudizio   |
| ---------------- | ---------- |
| AllMusic         |            |
| Robert Christgau | B-         |
| Rolling Stone    | favorevole |
| MusicHound       |            |
| Hervé Bourhis    |            |
| Debaser          |            |

L'album ottenne un successo strepitoso, portandosi al sesto posto nel Regno Unito e al secondo negli Stati Uniti, principalmente stando dietro a Goodbye Yellow Brick Road di Elton John. Inoltre, per le classifiche di Cashbox e Record World, anche in questo caso alternandosi all'album del pianista inglese. Ancora meglio fecero i singoli. Negli Stati Uniti d'America Oh My My raggiunse la quinta posizione, mentre Photograph e You're Sixteen (You're Beautiful and You're Mine) toccarono il vertice delle classifiche, risultato che dimostra come anche Ringo si sia tolto delle soddisfazioni durante la sua carriera solista. Nel Regno Unito invece Photograph raggiunse l'ottava posizione e You're Sixteen la quarta. It Don't Come Easy, inclusa come bonus track assieme al suo lato B Early 1970, è arrivata alla quarta posizione sia negli Stati Uniti d'America che nel Regno Unito.
In Canada, il disco è arrivato al primo posto della classifica, così come in Svezia. Nei Paesi Bassi l'album è arrivato alla settima posizione. Nella Germania Ovest il disco è arrivato alla ventottesima posizione, in Spagna ed in Australia secondo, in Giappone decimo, in Italia ed in Norvegia quinto. Nelle classifiche di fine anno, in Canada è arrivato settantasettesimo, in Australia ed in Italia quindicesimo e negli Stati Uniti trentesimo.
Il 17 febbraio 1975 David Hentschel pubblicò una versione strumentale dell'album, intitolata Star*ling Music, avente il numero di serie ST-11372. Su varie tracce compariva Phil Collins alla batteria e su Step Lightly gli schiocchi di dita di Ringo. Dall'album venne estratto il singolo Oh My My/Devil Woman, pubblicato negli USA con il numero di catalogo 4030 lo stesso giorno dell'album e pubblicato nelle settimane successive in Europa con il numero di catalogo 2017 101; il singolo venne pubblicato nello stesso periodo in Giappone con il numero di catalogo DW1091.

## Tracce
Lato A
1. I'm the Greatest – 3:21 (John Lennon)
2. Have You Seen My Baby – 3:44 (Randy Newman)
3. Photograph – 3:56 (George Harrison, Richard Starkey)
4. Sunshine Life for Me (Sail Away Raymond) – 2:45 (George Harrison)
5. You're Sixteen (You're Beautiful and You're Mine) – 2:48 (Bob Sherman, Dick Sherman)

Lato B
1. Oh My My – 4:16 (Richard Starkey, Vini Poncia)
2. Step Lightly – 3:15 (Richard Starkey)
3. Six o'Clock – 4:06 (Paul McCartney, Linda McCartney)
4. Devil Woman – 3:50 (Richard Starkey, Vini Poncia)
5. You and Me (Babe) – 4:59 (George Harrison, Mal Evans)

Bonus tracks del 1991
1. Down and Out – 3:02 (Richard Starkey) – lato B di Photograph
2. It Don't Come Easy – 2:20 (Richard Starkey) – singolo di successo del 1971
3. Early 1970 – 3:04 (Richard Starkey) – lato B di It Don't Come Easy

### Tracce versione iTunes
1. I'm the Greatest
2. Have You Seen My Baby
3. Photograph
4. Down and Out
5. Sunshine Life for Me (Sail Away Raymond)
6. You're Sixteen and You're Beautiful (and You're Mine)
7. Oh My My
8. Step Lightly
9. Six o'Clock
10. Devil Woman
11. You and Me (Babe)
12. It Don't Come Easy
13. Early 1970
14. It Don't Come Easy (videoclip)

## Formazione
- Ringo Starr: voce, batteria, percussioni, dancing feet in Step Lightly[3]

### Ospiti
- Klaus Voorman: basso elettrico in tutti i brani eccetto You and Me (Babe), cori in Devil Woman
- George Harrison: chitarra in I'm the Greatest, cori e chitarra acustica a 12 corde in Photograph, cori e chitarra in Sunshine Life for Me (Sail Away Raymond), chitarra elettrica in You and Me
- Paul McCartney: kazoo in You're Sixteen, cori, pianoforte, sintetizzatore in Six O'Clock,
- John Lennon: cori e pianoforte in I'm the Greatest
- Vini Poncia: chitarra acustica in Photograph, Six O'Clock e You and Me, chitarra in You're Sixteen, cori in Sunshine Life for Me, Oh My My e Six O'Clock
- Billy Preston: organo in I'm the Greatest e Oh My My, pianoforte in Oh My My
- Nicky Hopkins: pianoforte un Photograph, You're Sixteen, pianoforte elettrico in Step Lightly e You and Me
- Marc Bolan: chitarra in Have You Seen My Baby
- Richard Perry: cori in Devil Woman
- Harry Nilsson: cori in You're Sixteen
- Linda McCartney: cori in You're Sixteen
- Martha Reeves: cori in Oh My My
- Merry Clayton: cori in Oh My My

### Altri musicisti
- Jim Keltner: batteria in Have You Seen My Baby, Photograph, You're Sixteen, Oh My My e Devil Woman
- Jimmy Calvert: chitarra acustica in Photograph, chitarra in You're Sixteen, Oh My My, Step Lightly e Devil Woman
- Tom Scott: corno in Have You Seen My Baby e Devil Woman, sassofono in Oh My My
- James Booker: pianoforte in Have You Seen My Baby
- Milt Holland: percussioni in Have You Seen My Baby e Devil Woman, marimba a You and Me
- Bobby Keys: sassofono tenore in Photograph
- Lon Van Eaton: percussioni in Photograph
- Derrek Van Eaton: percussioni in Photograph
- Robbie Robertson: chitarra in Sunshine Life for Me
- Levon Helm: mandolino in Sunshine Life for Me
- Rick Danko: violino in Sunshine Life for Me
- Garth Hudson: fisarmonica in Sunshine Life for Me
- David Bromberg: banjo e violino in Sunshine Life for Me
- Steve Cropper: chitarra in Step Lightly
- Tom Hensley: pianoforte in Devil Woman
- Chuck Findley: corni in Devil Woman

### Arrangiamenti
- Jack Nitzche: arrangiamento dell'orchestra in Photograph
- Tom Scott: arrangiamento dei corni in Oh My My, Devil Woman e You and Me, dei clarinetti in Step Lightly,
- Jim Horn: arrangiamento dei corni ad Oh My My
- Paul McCartney: arrangiamento degli archi e dei fiati in Six O'Clock[3]